# SIB-1893
SIB-1893是一种有机化合物，化学式为C14H13N。它可由2-甲基-6-苯乙炔基吡啶和硫化钠九水合物在二甲基甲酰胺中于140 °C反应制得。以苯甲醛和2,6-二甲基吡啶为原料在路易斯酸催化下反应，也可得到该化合物。在草酸二水合物的存在下，它可以发生光二聚反应，得到1,3-二苯基-2,4-二(6-甲基吡啶-2-基)环丁烷。